# Карли
Карли (фр. Carly) насеље је и општина у североисточној Француској у региону Север-Па д Кале, у департману Па де Кале која припада префектури Булоњ сир Мер.
По подацима из 2011. године у општини је живело 571 становника, а густина насељености је износила 90,49 становника/km². Општина се простире на површини од 6,31 km². Налази се на средњој надморској висини од 27 метара (максималној 110 m, а минималној 11 m).

## Демографија
| 1962. | 1968. | 1975. | 1982. | 1990. | 1999. | 2011. |
| ----- | ----- | ----- | ----- | ----- | ----- | ----- |
| 252   | 285   | 279   | 307   | 463   | 525   | 571   |

График промене броја становника у току последњих година